# Stołąż
Stołąż – osada w północno-zachodniej Polsce położona w województwie zachodniopomorskim, w powiecie gryfickim, w gminie Brojce. 
W latach 1975–1998 miejscowość administracyjnie należała do województwa szczecińskiego.
Według danych gminy z 5 czerwca 2009 osada miała 143 mieszkańców. Wieś jest oddalona od siedziby gminy o 3 km.
W Stołążu znajduje się park, w którym stał kiedyś dworek.